# Маргаула (Торино)
Маргаула је насеље у Италији у округу Торино, региону Пијемонт.
Према процени из 2011. у насељу је живело 50 становника. Насеље се налази на надморској висини од 603 м.